# منطقه یکم دریایی امامت نداجا

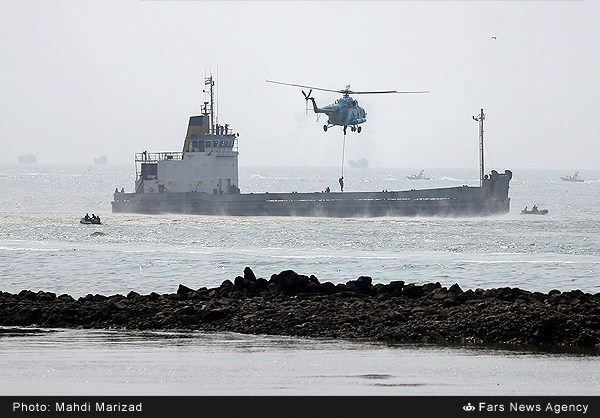
نیروهای منطقه یکم دریایی نداجا در حال اجرای رزمایش به‌مناسبت سالگرد جنگ ایران و عراق در سال ۱۳۹۵

منطقه یکم دریایی امامت نیروی دریایی ارتش جمهوری اسلامی ایران یکی از چهار منطقه دریایی زیرمجموعه نیروی دریایی ارتش جمهوری اسلامی ایران است، که ستاد فرماندهی آن در بندرعباس، استان هرمزگان مستقر می‌باشد. هم‌اکنون دریادار دوم قادر وظیفه فرماندهی منطقه یکم دریایی ارتش را برعهده دارد.